# Kyrkslätt idrottsförening
Kyrkslätt Idrottsförening, KyIF, är en finländsk idrottsklubb som grundades den 9 november 1924. Under åren har framgångarna kommit och gått, och verksamhet har idkats i sammanlagt 13 sektioner.

## Historia
Den 9 november 1924 samlades ett tjugotal idrottsintresserade på Ljusdala i Masaby för möte, och resultatet blev en ny idrottsförening, Kyrkslätt Idrottsförening, vilken hade till uppgift att arbeta för idrottens utveckling i Kyrkslätt. Föreningen fungerade de första årtiondena som ett centralorgan för ungdomsföreningarnas idrottsklubbar.
Verksamheten började med friidrott och skidåkning. Ingen större träningsverksamhet lär ha förekommit i början, man kom till tävlingarna ”sådan man var”. De första idrottsplanerna var mycket provisoriska, första stadigvarande plan var på Prästgårdsmalmen, Hindersby idrottsplan blev klar efter fyra års talkoarbete år 1938 på åkern nedanför Ljungheda. Så sent som 7 juni 1987 blev den efterlängtade centralidrottsplanen verklighet.
Idag är färgerna på KyIF:s dräkter gul-blå, men ursprungligen var färgerna som fastställdes 1938 vit skjorta med blått KyIF-märke och vita byxor med blå reväler.
Föreningen fick genomgå motgångar i och med krigen och evakueringen. Många idrottare flyttade bort, det blev brist på ledare och ekonomin var svag. 1954 grundade man skilda kommittéer för friidrott, skidåkning och orientering vilket blev början på indelningen av föreningens verksamhet i sektioner.
Bland stora tävlingar KyIF ordnat kan nämnas FSS-mästerskapen i skidåkning 1984 under 60-årsjubileumsåret och SFI-mästerskapen i friidrott under 75-årsjubileumsåret 1999.
Totalt har det funnits 13 sektioner i KyIF. Numera består sektionerna för skidåkning, friidrott, gymnastik, handboll, fotboll, alpin (tidigare utförsåkning, slalom), ridning och volleyboll. Under tidens gång har verksamhet funnits även bland orientering (övergick till orienterings-klubben Lynx), tyngdlyftning, skidskytte, ishockey och kondition. 
Handbollen är den starkaste sektionen idag, damlaget spelar i FM-serien och i de yngre åldersklasserna har man nått höga resultat och har många begåvade ungdomar. Inom friidrottssektionen jobbar man med att få verksamheten i gång ordentligt igen, verksamheten inom skidsektionen går igen i sjunkande kurva, lika så i alpin. Minst verksamhet har volleybollen med ett fåtal medlemmar.

## Idrottare med anknytning till KyIF
Friidrottaren Mathias Björkqvist hör till de framgångsrikaste idrottarna med anknytning till föreningen. Hans bästa prestation blev FM-silver från år 2002 på 800 meter, hans rekord 1.48,51 är fortfarande SFI-rekord för 22-åringar. 
Laura Österberg Kalmari har KyIF som moderklubb.